# Jatropha fortunatoi
Jatropha fortunatoi är en törelväxtart som beskrevs av Francisco Javier Fernández Casas. Jatropha fortunatoi ingår i släktet Jatropha och familjen törelväxter. Inga underarter finns listade i Catalogue of Life.